# Czerwona Wołoka
Czerwona Wołoka (ukr. Червона Волока, hist. pol. Krasnowłóki) – wieś na Ukrainie, w obwodzie żytomierskim, w rejonie korosteński, w hromadzie Łuhyny. W 2001 liczyła 760 mieszkańców, spośród których 753 wskazało jako ojczysty język ukraiński, 5 rosyjski, a 2 inny.